# 안타레스
안타레스(Antares) 또는 전갈자리 알파(α Scorpii, α Sco)는 겉보기등급 기준으로 밤하늘에서 15 번째로 밝고 전갈자리에서 가장 밝게 보이는 쌍성이다. 지구로부터 550 광년(170 파섹) 거리에 있으며, 느린 불규칙 변광성으로 겉보기등급은 +0.6과 +1.6 사이에서 변동을 보인다. 황도 근처에 있는 데다가 화성처럼 붉은 빛을 띠기 때문에 '전쟁의 신 화성(아레스)의 경쟁자'라는 뜻을 갖고 있다. 안타레스는 별자리의 중심부가 전갈자리 시그마와 전갈자리 타우 사이에 위치해 있어서 '전갈의 심장'으로 불리기도 한다.
분광형은 M1.5Iab-Ib로 적색초거성으로 분류되는데 이는 안타레스가 질량이 크고 생애의 후반부에 이른 항성이라는 뜻이다. 안타레스의 정확한 반지름은 확실하지 않으나 만약 이 별을 태양계 중심에 놓는다면 별의 표면은 화성과 목성 궤도 중간 정도에 위치할 것이다. 질량은 태양의 12 배 정도 된다.
안타레스는 OB 성협인 전갈자리-센타우루스자리 성협의 구성원들 중에서 질량이 가장 크며 가장 밝으면서 진화가 가장 진척된 항성이다. 해당 성협에서는 다시 '전갈자리 위쪽 하위집단'에 속하는데 이 집단에 속하는 별 수천 개는 지구로부터 약 550 광년 떨어져 있고 구성원들의 평균 나이는 1100 만 년이다.
안타레스는 맨눈으로 볼 때 홑별처럼 보이나 실제로는 쌍성으로 전갈자리 알파 A와 B로 이루어져 있다. 둘 중 밝은 쪽이 적색초거성이며 어두운 쪽은 겉보기등급 5.5 밝기의 뜨거운 주계열성이다.

## 명칭

전갈자리 시그마와 타우 사이에 있는 안타레스. 이 위색 적외선 WISE 사진에서 안타레스는 하얗게 보인다.

전갈자리 알파(α Scorpii)는 이 별을 바이어 명명법으로 부른 이름이다. 플램스티드 명칭으로는 전갈자리 21로 표기하며, 밝은 별 목록에서는 HR 6134, 헨리 드레이퍼 항성목록에서는 HD 148478로 표기한다. 안타레스는 뚜렷한 적외선원이기 때문에 2MASS 성표에는 2MASS J16292443-2625549로, IRAS 성표에는 IRAS 16262-2619로 등재되어 있다. 쌍성이기도 하므로 WDS에는 WDS J16294-2626, CCDM에는 CCDM J16294-2626으로 수록되어 있다. 안타레스는 변광성이기 때문에 《변광성 일반 목록》에 등재되어 있으나 바이어 명칭이 붙어 있기 때문에 별도의 변광성 기호를 부여받지는 않았다.
전통적으로 불려오던 이름 안타레스 Antares는 고대 그리스어 Ἀντάρης에서 유래했으며 '아레스(Ares)의 대적자'라는 뜻으로 붉게 빛나는 색이 행성 화성의 외관과 비슷하게 보였기 때문에 이런 이름이 붙었다. 안타레스와 화성을 비교하는 것은 초기 메소포타미아 천문학자들로부터 시작된 것으로 보인다. 일부 학자들은 이 별의 명칭을 이슬람교 이전 시집 무알라카트에서 전사이자 영웅으로 찬양받는 안타르 또는 안타라 이븐 샤다드의 이름에서 유래한 것이라고 추측하기도 한다. 2016년 국제천문연맹은 항성들의 고유명칭들을 정리하고 표준화할 목적으로 항성명칭 워킹그룹(WGSN)을 결성했다. WGSN의 규칙에 따르면 쌍성계의 경우 계 전체가 아니라 구성원 각자에 고유명칭을 붙이며 이에 따라 안타레스 Antares는 전갈자리 알파 A에 부여되었다. 현재 안타레스 명칭은 IAU 항성명칭목록에 등재되어 있다.
동양에서는 창룡자리의 심장부에 위치한다하여 심수이(心宿二) 또는 대화성(大火星)이라 불렀다. 상나라에서 신성시 여겼다고 전해진다.

## 관측
안타레스는 매년 5월 31일을 전후하여 해가 뜨기 전까지 관측할 수 있는데 이는 이 시기 안타레스가 태양의 정반대 위치에 있기 때문이다. 적도에서 볼 때 안타레스는 초저녁에 떠서 새벽에 지는 것처럼 보인다. 반대로 매년 11월 30일을 전후해서는 밤하늘에서 볼 수 없는데 이때 안타레스는 태양과 합의 위치에 있다. 고위도 지역에서 안타레스는 여름철 남쪽 하늘 낮은 곳에서 보이는데 북위 64º보다 고위도 지역에서 안타레스는 지평선 위로 떠오르지 않는다. 반면 남극 대륙은 전체가 남위 64º보다 남쪽에 있기 때문에 전지역에서 안타레스가 주극성처럼 보인다.

### 관측 역사
20세기 초 안타레스의 스펙트럼상 시선 속도 편차를 관측했으며 분광학적 궤도를 도출해내기 위한 시도들이 이루어졌다. 이후 작은 편찻값은 동반 천체의 공전 때문이 아니라 항성 대기의 맥동 때문에 생기는 것임이 분명해졌다. 1928년의 계산 결과 항성의 크기가 약 20%만큼 변동한다고 결론내렸다.
1819년 4월 13일 요한 토비아스 뷔르크는 엄폐 현상을 관측하던 중 안타레스의 반성을 최초로 발견했으나 이는 널리 인정받지 못했으며 대기 효과를 착각했을 가능성이 있다는 이유로 기각되었다. 이후 1844년 7월 23일 스코틀랜드 천문학자 제임스 윌리엄 그랜트가 인도에서 안타레스의 반성을 관측했다. 1846년 옴스비 M. 미첼이 반성을 다시 발견했으며 1847년 4월 윌리엄 루터 도즈가 이를 확인했다.
1952년 안타레스의 사진상 등급이 3.00에서 3.16까지의 범위에서 변화하고 있음이 기록되었다. 1945년부터 미국 변광성 관측자 협회가 안타레스의 밝기를 계속 주시하고 있었으며 이 발견으로 안타레스는 LC(느린 불규칙 변광성)로 분류되었다. 안타레스는 겉보기등급이 +0.6과 +1.6 범위 내에서 천천히 변화하지만 일반적인 밝기는 +1.0 언저리이다. 확실한 규칙성은 없으나 통계학적 분석을 통해 안타레스의 변광 주기를 1733 일 또는 1650±640 일로 추정하고 있다. 별도의 장기(長期) 2차 주기는 감지되지 않았으나 1000 일이 넘어가는 1차 주기는 장기 2차 주기와 유사하다는 주장이 제기되었다.
2018년 출간된 연구에 따르면 오스트레일리아 남부 엔가린제리 원주민들은 안타레스의 밝기가 변화하는 것을 관측하여 이를 구전에 '와이융가리'(의미: 붉은 인간) 이야기로 집어넣었다고 한다.

### 엄폐와 합
안타레스는 황도로부터 남쪽으로 4.57 도 떨어져 있어서 황도와의 거리가 6 도 이내에 드는 1등성 넷 중 하나이기에(나머지 셋은 스피카, 레굴루스, 알데바란임) 달이 이 별을 가릴 수 있다. 2009년 7월 31일 달이 안타레스를 가렸다. 이 사건은 남아시아 및 중동 지역 대부분에서 목격할 수 있었다. 매년 12월 2일 무렵 태양은 안타레스로부터 5 도 북쪽을 지나간다. 사로스 주기에 따라 달이 안타레스를 엄폐하는 사건은 꽤 자주 발생한다. 마지막 주기는 2010년에 끝났고 다음 주기는 2023년에 시작한다.
매우 드물기는 하지만 행성들(예로 금성)이 안타레스를 가릴 때도 있다. 금성이 가장 최근 안타레스를 가린 사건은 기원전 525년 9월 17일에 있었으며 다음 사건은 2400년 11월 17일에 발생할 것이다. 다만 다른 행성들의 천구상 경로들은 황도 근처에서 안타레스의 북쪽을 통과하나, 지난 천년기 동안 안타레스를 가린 적이 없었고 다음 천년기 동안에도 가리지 않을 것이다. 금성은 2117년 10월 19일 안타레스에 아주 가까이 접근할 것이며 이후 2157년 10월 29일까지 8년에 한 번씩 항성의 남쪽을 통과할 것이다.

## 항성계
전갈자리 알파는 쌍성계를 형성하고 있는 것으로 추정되는 이중성이다. 아직 두 구성원의 궤도는 제대로 분석되지 않았다. A와 B의 공전 궤도는 원형에 가깝고 궤도면은 시선방향과 거의 일치하며 공전 주기는 1218년, 둘 사이의 평균 각거리는 약 2.9"이다. 최근 논문들은 A와 B의 공전 주기를 간단한 케플러 법칙 추산치에 따라 880년부터 2562년까지 제각기 다르게 예상하고 있다.
초기 관측자료에 따르면 두 별의 간격은 약 3.5″(1847~1849년) 또는 2.5″(1848년)이었다. 이후 관측들은 일관되게 둘 사이의 각거리를 2.6″ ~ 2.8″ 사이로 측정했다. 각거리 값에 편차가 발생하는 것을 보통 공전 운동의 증거로 해석하나 실제로 두 별이 천구상에서 움직이는 거리는 아주 작기 때문에 상기 편차는 관측상의 부정확함으로 생긴 결과로 보인다.
구성원간 거리의 최솟값은 약 529 천문단위(800 억 킬로미터)이다. 반성에서 흘러나오는 에너지 상태를 분광기로 측정한 결과 B는 주성으로부터 상기 측정치보다 220 천문단위 이상 더 떨어져 있었다.(1100 억 킬로미터 이상)

### 안타레스

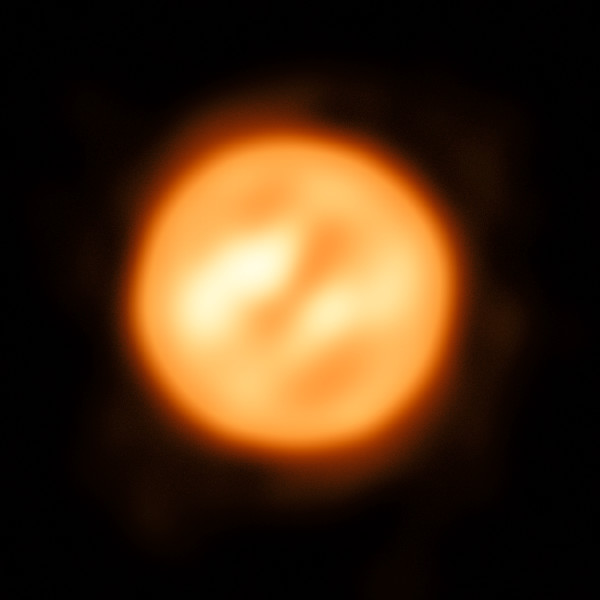
안타레스의 표면을 VLTI가 재구성한 사진.

안타레스는 분광형 M1.5Iab-Ib의 적색초거성이며 해당 분광형의 표준 천체이다. 초거성의 속성 때문에 안타레스의 연주 시차는 오차 범위가 크며 별까지의 실제 거리는 약 550 광년(170 파섹)이다.
가시광선 파장에서 안타레스의 밝기는 태양의 약 10000 배이나 안타레스는 방출하는 에너지 대부분을 스펙트럼상 적외선 영역에서 복사하고 있기 때문에 진정한 복사광도는 태양의 약 10만 배에 이른다. 복사광도 값도 정확도가 떨어져 오차범위는 30% 이상이다. 측정된 안타레스의 광도도 논문 저자마다 편차가 크며 그 예로 2012년과 2013년 발표된 광도는 각각 75 900 L☉, 97 700 L☉이었다.
안타레스의 질량은 태양의 12 배 또는 태양의 11 ~ 14.3 배로 측정되어 왔다. 안타레스의 유효온도와 광도를 고질량 항성의 이론적 진화 경로와 비교하면 안타레스의 주계열 시절 질량은 태양의 17 배, 나이는 1200만 년이 나오며 초기 질량을 태양의 15 배, 나이를 1100만 ~ 1500만 년으로 잡은 논문도 있다. 안타레스처럼 질량이 큰 항성들은 초신성 형태로 폭발할 것으로 보인다.

적색초거성 안타레스와 주계열성 태양(우상단 점)을 비교한 그림. 중간 크기 별은 오렌지색 거성 아크투루스.

대다수 차가운 초거성들과 마찬가지로 안타레스의 크기는 확장된 외포층 대기의 경계가 명확하지 않고 반투명하기 때문에 불확실성이 매우 크다. 대기 내 여러 층이 분광선들을 각자 생산하며 관측되는 파장에 따라 선형 측정치들이 다른 결과들을 내기 때문에 유효 온도를 정의하는 것이 어렵다. 거기에다 안타레스는 반지름의 19% 또는 165 R☉만큼 맥동하는 것으로 보인다. 맥동의 결과 시선속도상에 변화가 발생하고, 70 일 뒤 유효온도도 150 켈빈 정도 변화한다.
안타레스의 지름은 간섭계를 이용하거나 달 엄폐 사건을 관측하여 가장 정확하게 측정할 수 있다. 엄폐로부터 구한 겉보기 지름은 41.3 ± 0.1 밀리초각이다. 간섭계가 합성한 항성의 원반 형상은 주연감광 효과가 적용된 원반의 주변을 확장된 대기가 둘러싸고 있는 모양으로 나온다. 이 주연감광이 된 원반의 지름은 2009년 측정에서는 37.38 ± 0.06 밀리초각, 2010년에는 37.31 ± 0.09 밀리초각으로 나왔다. 항성의 반지름은 각지름과 거리로부터 구할 수 있다. 그러나 현재 우리가 알고 있는 안타레스까지의 거리는 각지름에 비해 정확도가 떨어진다.
히파르코스 위성이 측정한 삼각 시차는 5.89±1.00 mas로 이로부터 계산한 항성의 반지름은 태양의 약 680 배이다. 반지름을 태양의 850 배 이상으로 측정한 과거 수치들은 당시 안타레스의 지름 측정치로부터 도출한 값들이었지만 이 측정치들은 항성의 대기가 비대칭적인 것과, 관측 대상이 된 적외선 파장들의 범위가 좁았던 것에 영향을 받은 것 같다. 안타레스는 확장된 껍질 구조를 지니고 있으며 이 구조는 특정 파장들에서 복사 에너지를 강력하게 방출한다. 안타레스의 덩치는 태양과 비교하면 거대하나 큰개자리 VY(부피가 안타레스의 30배임), 세페우스자리 VV A, 세페우스자리 뮤 등 훨씬 거대한 적색초거성들에는 압도당한다.
안타레스는 오리온자리에 있는 비슷한 크기의 초거성 베텔게우스와 마찬가지로 앞으로 1만 년 내에 초신성 폭발로 생을 마감할 것임이 유력하다. 초신성 폭발을 일으키는 안타레스는 몇 달 동안 보름달보다 광도가 올라가 대낮에도 볼 수 있을 것이다.

### 안타레스 B
안타레스 B는 겉보기등급 +5.5의 청백색 주계열성이다. B의 분광형은 B2.5 V이나 특이한 분광선들 다수가 검출되는데 이는 주성 안타레스 A가 방출한 물질에 오염된 결과로 보인다. B는 상대적으로 평범한 '뜨거운 B형 주계열성'으로 질량은 태양의 약 7 배, 표면온도는 18 500 켈빈, 반지름은 태양의 약 5 배이다.
안타레스 A가 너무 밝아서 작은 망원경으로 B를 관측하기는 쉽지 않으나, 150 밀리미터(5.9 인치) 구경 이상을 사용하면 상황에 따라 관측이 가능하다. 달이 앞을 지나가는 엄폐 때에는 작은 망원경으로도 수 초 동안 B를 관측할 수 있다.
안타레스 B는 오렌지색-적색 빛을 내는 A와 대비되어 짙은 푸른색 또는 청록색으로 보인다. B의 색은 초록색으로 종종 묘사되나, 이는 아마도 대비효과 때문이거나 혹은 망원경으로 A와 B를 같이 볼 때 둘 사이가 너무 가까워 분리되지 않아 둘의 빛이 섞여 보이기 때문일 것이다.

## 문화

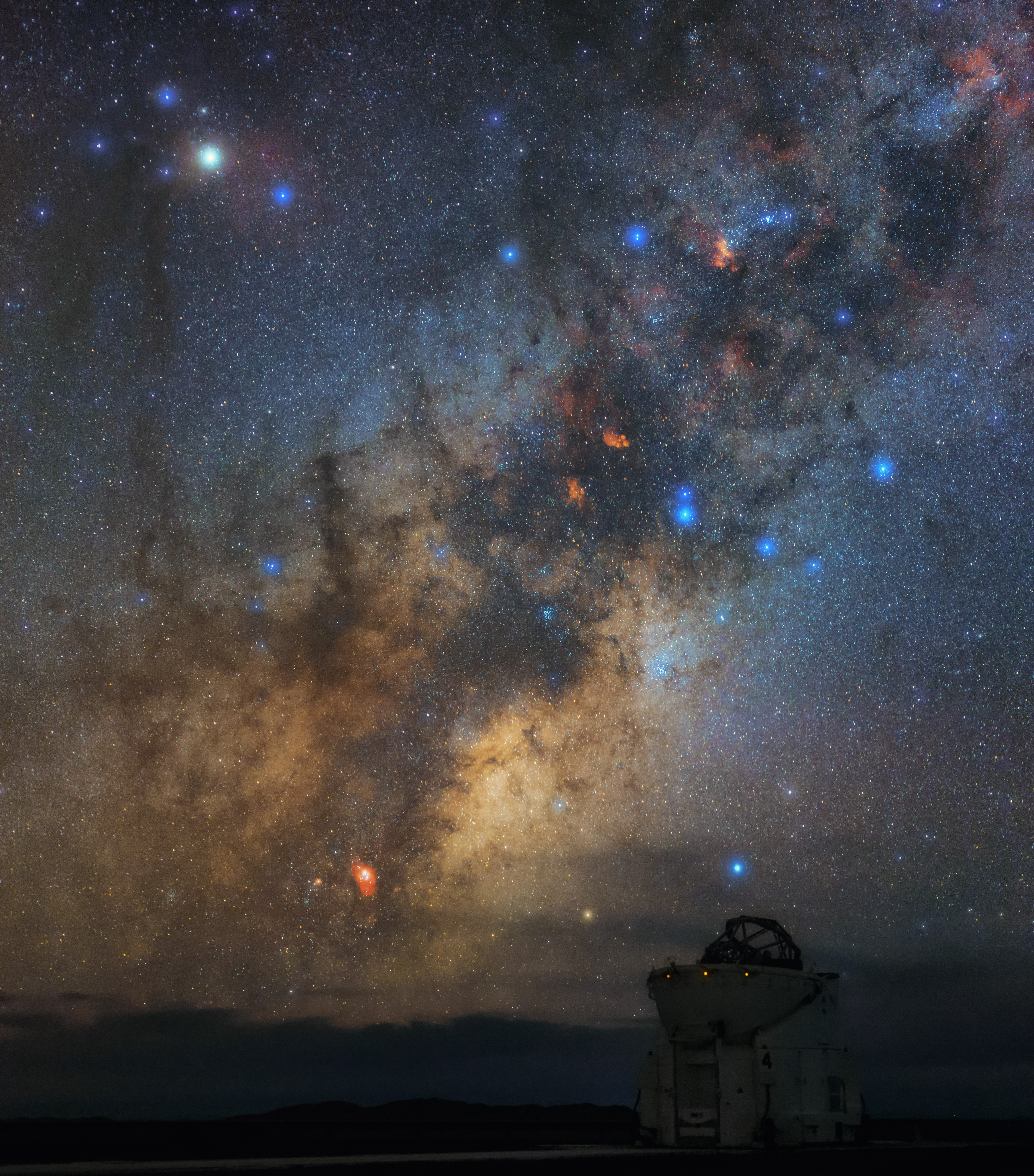
지상에서 보이는 안타레스(사진 왼쪽 위에서 제일 밝은 별)

적어도 기원전 1100년 이전의 바빌로니아 항성 목록들에서 안타레스는 가바 기르.타브(GABA GIR.TAB)로 표기되어 있으며 이는 '전갈의 가슴'이라는 뜻이다. 기원전 1100년 ~ 기원전 700년 사이에 창작된 물.아핀에서 안타레스는 남쪽 하늘에서 '에아의 별들' 중 하나이며 전갈의 여신 이샤라의 가슴에 해당된다. '전갈의 심장' 뜻으로 번역되는 이후 명칭들 중 아랍어 칼브 알-아크라브 [Qalb al-Άqrab] 오류: {{전자}}: transliteration text not Latin script (pos 9: Ά) (도움말)에서 유래한 칼발라크라브 Calbalakrab 가 있다. 이 명칭은 고대 그리스어 카르디아 스코르피우 Καρδία Σκορπίου에서 직역된 것이다. 코르 스코르피 Cor Scorpii는 상기 그리스어 이름을 라틴어로 번역한 명칭이다.
고대 메소포타미아에서 안타레스를 뜻하는 것으로 보이는 명칭들은 다음과 같다.
- 우르바트, 빌루-샤-지리 ('씨앗의 주인')
- 카크-시사 ('번영의 창조자')
- 다르 루갈 ('왕')
- 마수 사르 ('영웅과 왕')
- 카크카브 비르 ('붉은 색의 별')[1]

고대 이집트에서 안타레스는 전갈의 여왕 세르케트를 상징했으며(피라미드 의식에서 이시스를 상징하기도 했다.) tms n hntt ('뱃머리의 붉은 것')로 불렸다.
페르시아에서 안타레스는 사테비스 Satevis 로 불렸으며 이는 '왕의 별들' 넷 중 하나였다. 인도에서 안타레스는 전갈자리 시그마, 전갈자리 타우와 함께 나크샤트라(힌두의 월수) 중 하나인 즈예슈타('최연장자' 또는 '가장 큰 것'. 거대한 크기에 기인한 것으로 보인다.)로 불렸다.
동양 별자리에서는 심수의 심성(心) 중 두 번째 별인 심수2(心宿二)로, 바로 천자의 자리에 해당하는 명당(明堂)이라고 한다. 또한 화성이 안타레스 근처에서 역행 운동하는 것을 두고 ‘형혹성(화성)이 심성을 지킨다’고 하였다. 안타레스는 상나라의 국성(國星)이었으며 그 붉은 외관 때문에 가끔 화성(火星)으로 불리기도 했다.
뉴질랜드의 마오리족은 안타레스를 레후아 Rēhua 로 부르며 모든 별들의 지도자로 간주한다. 레후아는 푸안가/푸아카 Puanga/Puaka (리겔)의 아버지로 마오리족이 달력을 계산하는 데 있어 중요한 별이다. 오스트레일리아 빅토리아주의 왓조발루크쿠리족은 안타레스를 마르페안-쿠르크 Marpean-kurrk (아크투루스)의 아들 드주이트 Djuit 로 인식하며 양쪽의 별은 드주이트의 아내들이다. 쿨린쿠리스족은 안타레스를 발라양 Balayang으로 불렀으며 분질 Bunjil (알타이르)의 형으로 생각했다.
안타레스는 브라질의 국기에 등장하며 피아우이주를 상징한다.